# Wólka Przybójewska
Wólka Przybójewska – wieś sołecka w Polsce położona w województwie mazowieckim, w powiecie płońskim, w gminie Czerwińsk nad Wisłą.
W latach 1975–1998 miejscowość administracyjnie należała do województwa płockiego.
W drugiej połowie XVIII wieku dziedzicem Przybojewa i Wólki Przybojewskiej był Nereusz Ostaszewski h. Ostoja, poseł na Sejm Czteroletni, a następnie jego syn Józef Ostaszewski (1800-1851). W drugiej połowie XIX w. wieś należała do rodziny Dębskich herbu Prawdzic.
W Wólce Przybojewskiej zachował się zespół pałacowy (pałac klasycyzujący z ok. 1925 i park krajobrazowy).